# Linijski brod
Linijski brod je vrsta ratnog broda koji su se gradili od 17. stoljeća pa sve do sredine 19. stoljeća, i predstavljao najvažnije i najmoćnije plovilo svake ratne mornarice.
Ime mu dolazi od tzv. linijske taktike, koju se razvila sredinom 17. stoljeća i kojoj je svrha bila maksimalno iskoristiti vatrenu moć flote. Brodovi su se nastojali neprijatelju suprotstaviti u liniji postavljenoj tako da što veći prostor pokrivaju topovi smješteni na bokovima broda. Svaki brod koji je bio u stanju biti dijelom linije, odnosno ravnopravno se suprotstaviti se neprijateljskoj liniji, se nazivao linijskim brodom.
Linijski brodovi su imali dvije, a kasnije tri palube. Početkom 18. stoljeća imali su mininalno 50, da bi u napoleonskim ratovima imali minimalno 74 topa.
Linijski brodovi su se zadržali i nakon pronalaska parnog stroja i njihovog uvođenja u ratne mornarice. Nestali su tek s pojavom eksplozivnih zrna i oklopnjača. Na njihovo mjesto je došla nova vrsta broda - bojni brod, koji se razvio od linijskog broda.

## Vanjske poveznice
- Ship of the Line